# Albert Maori Kiki
Albert Maori Kiki (* 21. September 1931; † 1993) war ein Pathologe und Politiker aus Papua-Neuguinea. Er war Angehöriger einer Gesellschaft der Papua vom Purari-Fluss. Er war Mitbegründer der politischen Partei Pangu Pati (PP), die 1967 gegründet wurde und die die erste unabhängige Regierung stellte. 1972 wird er Minister für Land und Umwelt unter dem ersten Premierminister Michael Somare. Von 1975 bis 1977 war Albert Maori Kiki stellvertretender Premierminister.